# Man V. Food
Man v. Food é um reality show norte-americano onde Adam Richman, o apresentador, precisa enfrentar o desafio de comer quantidades de comida inimagináveis. Richman prova diversas comidas da cultura norte-americana, competindo em desafios cada vez maiores ou mais picantes.
Originalmente pelo canal americano Travel Channel, o reality show foi transmitida no Brasil pela Fox Life. Em Portugal, o programa foi transmitido entre 2011 e 2013 pela SIC Radical, sob o nome Farta Brutos.